# Leptoclinides cavernosus
Leptoclinides cavernosus is een zakpijpensoort uit de familie van de Didemnidae. De wetenschappelijke naam van de soort werd voor het eerst geldig gepubliceerd in 2001 door Kott.